# Johnny Jacobsen
Johan Wilhelm "Johnny" Bech Jacobsen (ur. 19 listopada 1955 w Amager, zm. 8 grudnia 2020) – duński piłkarz występujący na pozycji pomocnika.

## Kariera klubowa
Jacobsen karierę rozpoczynał w sezonie 1975 w pierwszoligowym B1893. W 1976 roku odszedł do innego pierwszoligowca, Fremadu Amager. W sezonie 1976 spadł z nim do drugiej ligi. W 1978 roku odszedł do Brøndby IF, także grającego w drugiej lidze, ale w 1979 roku wrócił do Fremadu. W sezonie 1979 awansował z nim do pierwszej ligi.
Pod koniec 1980 roku Jacobsen przeszedł do holenderskiego Feyenoordu. W Eredivisie zadebiutował 23 listopada 1980 w wygranym 3:1 meczu z PEC Zwolle. 8 lutego 1981 w wygranym 2:1 pojedynku z Willem II Tilburg strzelił swojego pierwszego gola w Eredivisie. Graczem Feyenoordu był przez dwa sezony. W 1982 roku odszedł do Willem II Tilburg, także grającego w Eredivisie. Po sezonie 1982/1983 zakończył tam karierę.

## Kariera reprezentacyjna
W reprezentacji Danii Jacobsen wystąpił jeden raz, 12 lipca 1980 w przegranym 0:2 towarzyskim meczu ze Związkiem Radzieckim.